# Paulina Prieto
Paulina Prieto Cerame (San Juan, 25 gennaio 1994) è una pallavolista portoricana, nel ruolo di opposto.

## Carriera

### Club
La carriera di Paulina Prieto inizia a livello scolastico con la Palmer Trinity School. In seguito gioca a livello universitario, entrando a far parte della squadra di pallavolo femminile della Penn State, in NCAA Division I: dopo aver saltato la stagione 2012, partecipa a quella successiva, vincendo il titolo NCAA; nella stagione 2014 si trasferisce alla Texas, con la quale raggiunge altre due finali NCAA, uscendo sconfitta in entrambe, ma raccogliendo comunque alcuni riconoscimenti individuali.
Nella stagione 2017 fa il suo debutto nella pallavolo professionistica, ingaggiata nella Liga de Voleibol Superior Femenino dalle Valencianas de Juncos, raggiungendo le finali scudetto e venendo premiata come miglior esordiente, oltre ad essere inserita nello All-Star Team del torneo. Nel campionato 2017-18 si trasferisce in Turchia, prendendo parte alla Sultanlar Ligi col Çanakkale, dove tuttavia milita solo per qualche settimana, lasciando il club già nel novembre 2017.
Torna in campo nella Liga de Voleibol Superior Femenino 2019 ancora con le Valencianas de Juncos, inserita ancora una volta nello All-Star Team del torneo. Dopo aver saltato l'edizione 2021 del torneo per maternità, rientra in campo nella Liga de Voleibol Superior Femenino 2022, sempre con la franchigia di Juncos, dove fa ritorno anche a metà dell'edizione seguente del torneo. In seguito viene ingaggiata dalle Vegas Thrill, con cui partecipa alla Pro Volleyball Federation 2024, senza però concludere il torneo.

### Nazionale
Nell'estate del 2016 fa il suo esordio con la nazionale portoricana, vincendo la medaglia d'argento alla Coppa panamericana, torneo nel quale viene premiata come miglior realizzatrice e miglior opposto nel 2019.

## Palmarès

### Club
- NCAA Division I: 1

2013

### Nazionale (competizioni minori)
- Coppa panamericana 2016

### Premi individuali
- 2015 - All-America Second Team
- 2015 - NCAA Division I: Austin Regional All-Tournament Team
- 2017 - Liga de Voleibol Superior Femenino: Miglior esordiente
- 2017 - Liga de Voleibol Superior Femenino: All-Star Team
- 2019 - Liga de Voleibol Superior Femenino: All-Star Team
- 2019 - Qualificazioni alla Volleyball Challenger Cup: Miglior opposto
- 2019 - Coppa panamericana: Miglior realizzatrice
- 2019 - Coppa panamericana: Miglior opposto